# Liphistius niphanae
Liphistius niphanae is een spinnensoort uit de familie Liphistiidae. De soort komt voor in Thailand.